# Kościół Świętych Apostołów Piotra i Pawła w Rąbiniu
Kościół św. Piotra i Pawła w Rąbiniu – kościół parafialny zlokalizowany we wsi Rąbiń (powiat kościański). Jeden z dziewięciu kościołów jubileuszowych archidiecezji poznańskiej.
Późnogotycki, jednonawowy kościół wystawiony został w XVI wieku na miejscu wcześniejszej świątyni romańskiej, z pozostałości której czerpał swój budulec. W 1648 roku dobudowano do niego dwie kaplice. W prezbiterium znajdują się dwa pomniki przyścienne, wykonane z piaskowca, które pochodzą z roku 1614 i przedstawiają dwóch Janów Rąbińskich. Wejście kościoła po obu stronach zdobią tablice VII i VIII stacji Kopaszewskiej Drogi Krzyżowej. Są to jednak repliki, gdyż oryginały tych tablic znajdują się w kopaszewskiej kaplicy.
W 1841 roku rycinę rąbińskiej świątyni zamieścił na swej okładce leszczyński Przyjaciel Ludu.
W 2010 roku zauważono, że mury kościoła uległy silnemu spękaniu. Było ono na tyle poważne, iż budynek groził zawaleniem. Aby ratować bezcenny zabytek wokół fundamentów wywiercono ponad 150 otworów o głębokości kilku metrów, do których pod ciśnieniem wtłoczono beton. Oceniano, że ratowanie i gruntowny remont rąbińskiej świątyni – z uwagi na rozmiary zniszczeń oraz koszty prac (ponad 2 miliony PLNpotrzebne źródło) – może potrwać nawet dekadę. Na szczęście dla parafian wyłączenie świątyni z obrządków religijnych trwało o połowę krócej, niż się tego początkowo spodziewano. Jednakże przez okres kilku lat, ze względu na zamknięcie kościoła i prowadzone tam roboty budowlane, msze święte odbywały się w remizie miejscowej Ochotniczej Straży Pożarnej, do której przeniesiony był wówczas ołtarz.

## Nekropola Chłapowskich
Wokół kościoła, na niewielkim cmentarzu znajdują się nagrobki rodziny Chłapowskich. We własnym zakresie odrestaurował je polski regionalista i działacz kulturalny – Józef Świątkiewicz, członek Towarzystwa Miłośników Ziemi Kościańskiej. 
W rodzinnym grobowcu spoczywają między innymi: generał Dezydery Chłapowski oraz jego ojciec – Józef Chłapowski.

## Plebania
Stojąca w pobliżu kościoła plebania pochodzi z drugiej połowy XIX wieku. Pierwotnie stanowił ją sześcioosiowy budynek parterowy o dachu dwuspadowym z naczółkami. Jednak w latach 70. XX wieku plebanię przebudowano na budowlę piętrową.